# Abbaye Notre-Dame de Maylis
Pour les articles homonymes, voir Abbaye Notre-Dame.
L'abbaye Notre-Dame de Maylis est une abbaye bénédictine olivétaine depuis le 30 août 1948. Elle se situe à Maylis, en Chalosse dans le département français des Landes.

## Étymologie
Une explication populaire sur l'étymologie de Maylis mais mise en doute dans plusieurs ouvrages de référence,, est la suivante : Maylis viendrait du gascon may : la mère ; et du lis, symbole de pureté. Maylis serait donc la « Mère des Lys », mère de la pureté et des âmes pures, et fait donc référence aux litanies de la Vierge Marie. Bien que répandue, cette explication est fausse, car may (mair) en occitan gascon veut bien dire "mère", mais "lys" se dit liris. Plus sûrement, et c'est la thèse défendue par Bénédicte Boyrie-Fénié dans son Dictionnaire toponymique des Landes, Maylis viendrait d'un nom latin de Magilicius > Mayilicio > Mayilis > Maylis.

## Présentation
Notre-Dame de Maylis est l'une des trois abbayes olivétaines de France, avec l'abbaye Notre-Dame du Bec dans le diocèse d'Évreux (fondée également en 1948) et le monastère Notre-Dame de la Sainte-Espérance, au Mesnil-Saint-Loup, dans le diocèse de Troyes (fondée en 1976).

### Historique
Depuis le haut Moyen Âge, les pèlerins de Saint-Jacques-de-Compostelle traversent la Gascogne en direction des Pyrénées. Le sanctuaire de Maylis, situé sur un point culminant entre Saint-Sever et Orthez, en Chalosse, a attiré une foule nombreuse de fidèles. Il reste aujourd'hui un lieu de pèlerinage voué au culte marial.
Le sanctuaire actuel est construit de 1871 à 1877 selon les plans de l’architecte départemental Alexandre Ozanne. À l'origine, le monastère est construit au chevet de l'église pour des prêtres diocésains venus instruire à la foi et à la morale la population. C'est en 1946 que des moines bénédictins olivétains s'installent dans ce monastère. De simple prieuré, Maylis devient abbaye en 1948.
De nos jours, les moines sont responsables du sanctuaire marial de Notre-Dame de Maylis, de l'accueil des pèlerins, et vivent de la fabrication et de la vente de la tisane de Maylis, réputée drainante et détoxifiante, et de cire à l'ancienne.

### Édifices
Le principal édifice de l'abbaye est la grande église. De style néogothique, sa construction s'achève en 1875. Parmi les œuvres d'art que l'on remarque, figurent la statue de Notre-Dame, trônant sur la tour-clocher du sanctuaire, les œuvres d'art ancien (vitraux, le grand Christ en bois datant du XIVe siècle, une pietà en bois polychrome du XVe siècle), les œuvres contemporaines (les statues d'Henri Charlier : saint Joseph (1954) et saint Michel (1960), celles réalisées au monastère par le père Benoît Constantin (1944) et un moine porte livre (1946).
La chapelle (ancienne église de Notre-Dame de Maylis du XIIe – XIIIe siècle) est un monument en pierre restauré en 1980 par les moines. Le clocher, le porche et la façade ouest sont d'époque. Inscrite à l'inventaire des monuments historiques par arrêté du 2 novembre 1976, elle abrite la Madone, précieuse statue en bois polychrome du XIVe siècle.

## Galerie

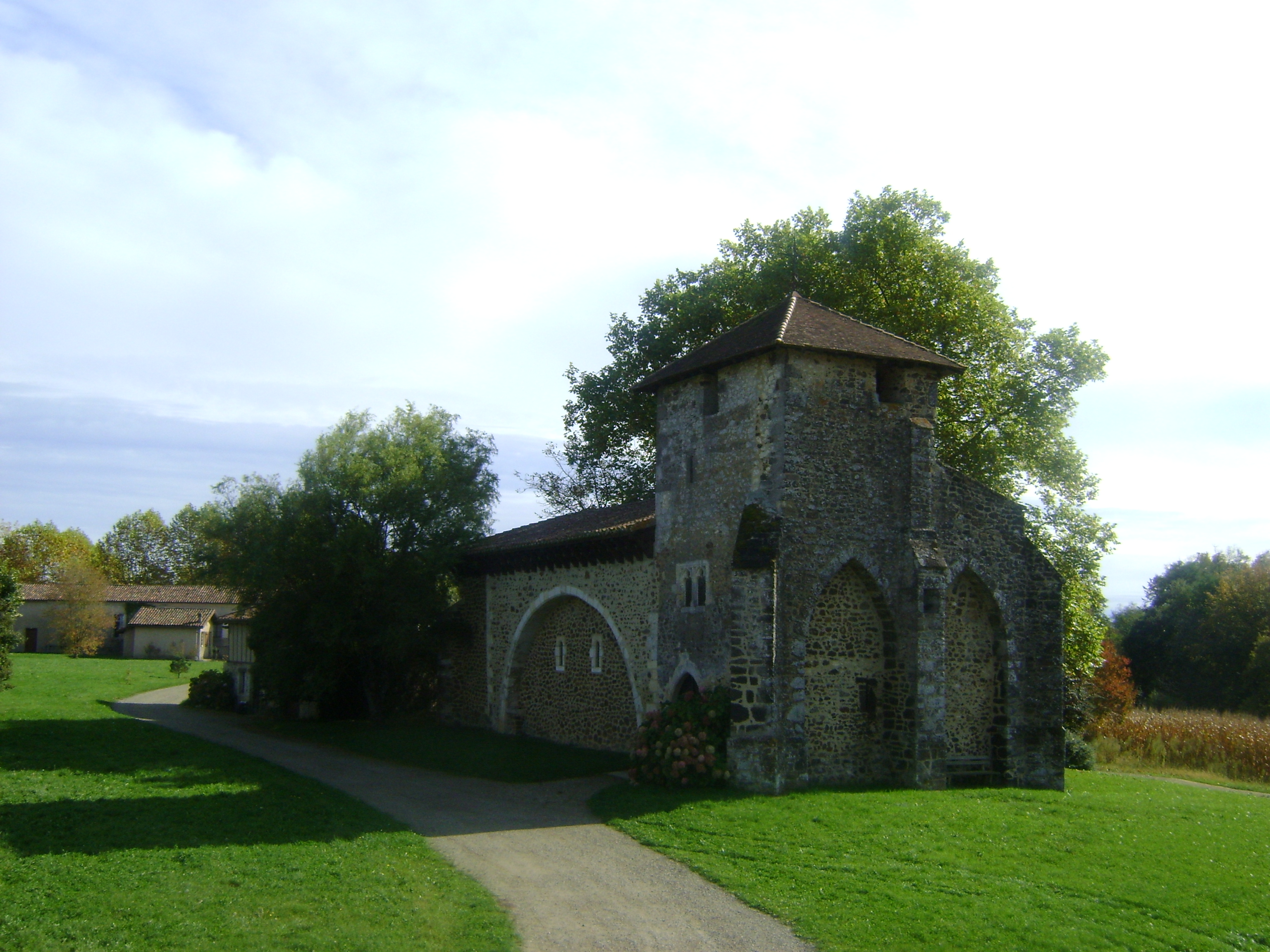
Chapelle de l'abbaye.
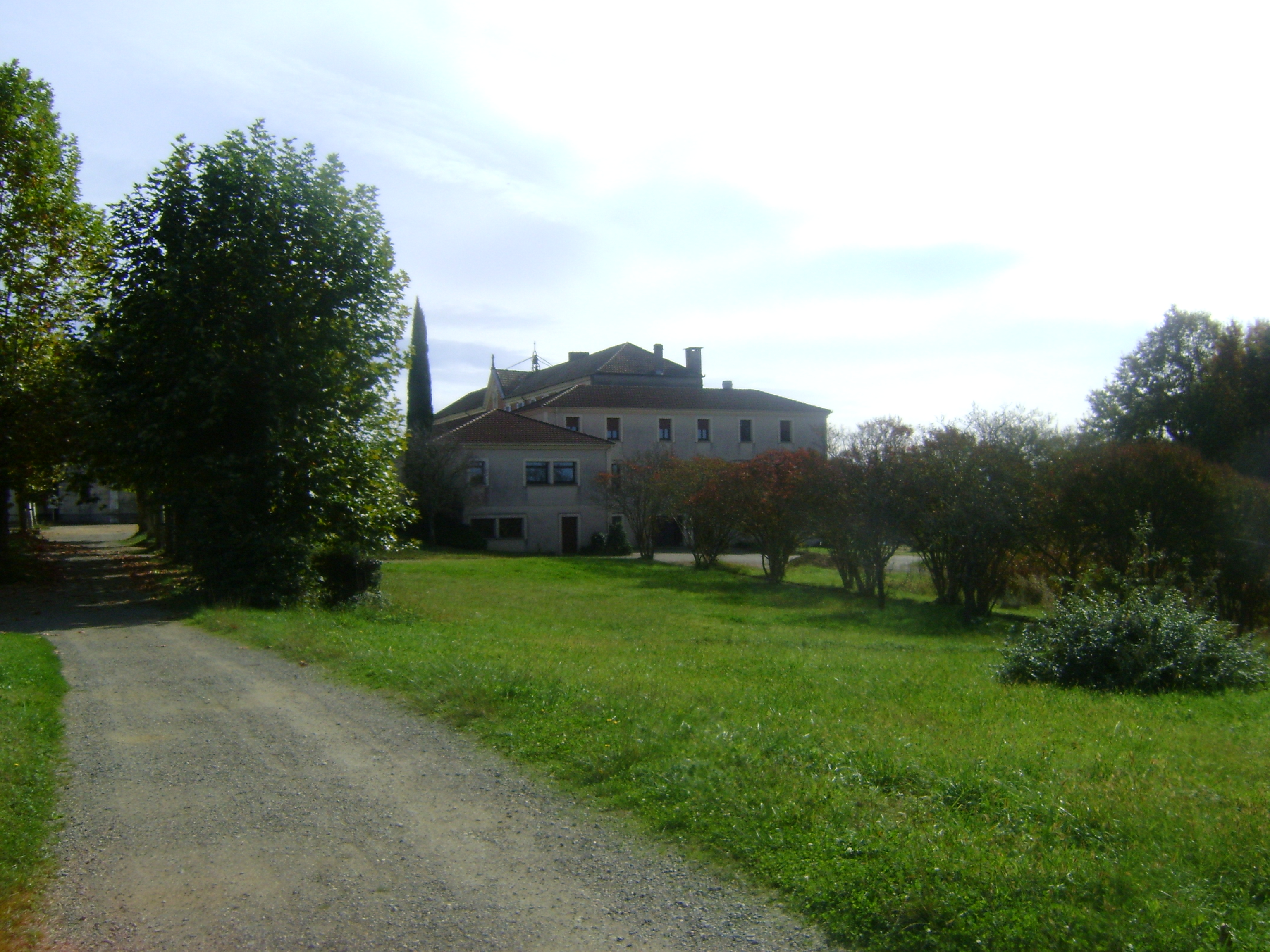
Bâtiments conventuels.
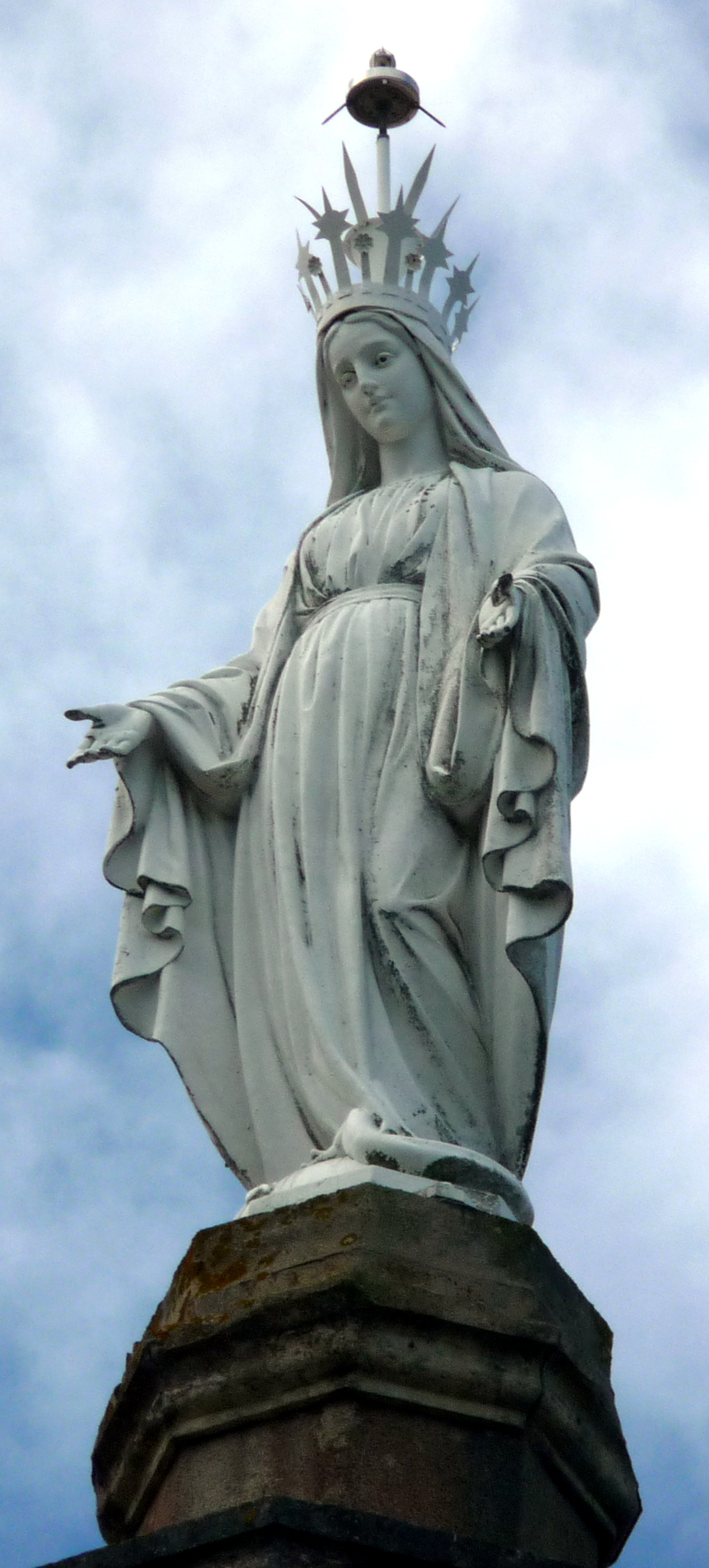
Statue de Notre-Dame, au sommet de la tour-clocher de la grande église.
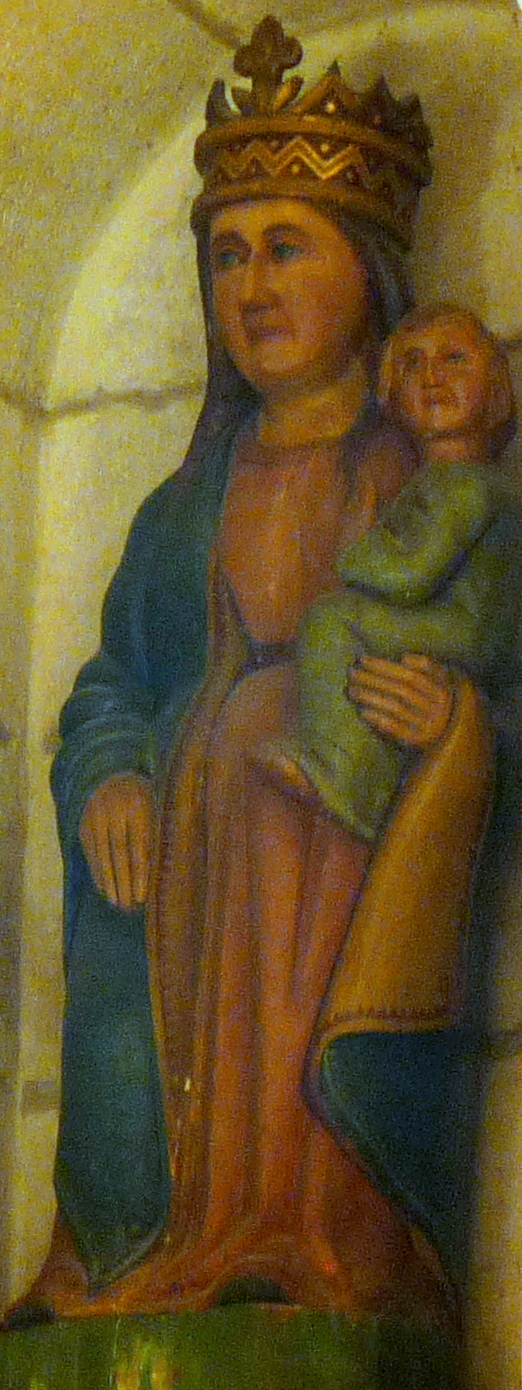
Statue en bois polychrome de la Vierge à l'Enfant (XIVe siècle) dans une niche située au milieu du chœur de l'ancienne chapelle.

### Articles liés
- Liste des abbayes et monastères
- Liste d'abbayes bénédictines de France
- Liste des églises des Landes
- Abbaye Notre-Dame du Bec, l'autre abbaye bénédictine olivétaine en France.